# Championnat de Jordanie de football 2022
Navigation
Saison précédente Saison suivante
La saison 2022 du Championnat de Jordanie de football est la soixante-treizième édition du championnat de première division en Jordanie. La compétition est disputée sous forme de poule unique où les douze meilleurs clubs du pays s'affrontent deux fois au cours de la saison, à domicile et à l'extérieur. En fin de saison, les deux derniers du classement sont relégués et remplacés par les deux meilleurs clubs de deuxième division.
C'est Al-Faisaly Club qui est sacré cette saison après avoir terminé en tête du classement final. Il s'agit du 35e titre de champion de Jordanie de l'histoire du club.

## Les clubs participants
- Al-Weehdat Club
- Al-Faisaly Club
- Al-Jazira Amman
- Al Hussein Irbid
- Al Ramtha Sports Club
- Shabab Al-Aqaba
- Shabab Al-Ordon Club
- Al-Salt
- FC Ma'an
- Sahab
- Mgaear Al-Sarhan  – Promu de D2
- Al-Sareeh   – Promu de D2

## Compétition
Le barème utilisé pour établir le classement est le suivant :
- Victoire : 3 points
- Match nul : 1 point
- Défaite : 0 point

### Classement
| Rang | Équipe                  | Pts | J  | G  | N | P  | Bp | Bc | Diff |
| ---- | ----------------------- | --- | -- | -- | - | -- | -- | -- | ---- |
| 1    | Al-Faisaly Club         | 51  | 22 | 15 | 6 | 1  | 46 | 12 | +34  |
| 2    | Al-Weehdat Club C       | 50  | 22 | 15 | 5 | 2  | 33 | 11 | +22  |
| 3    | Al Hussein Irbid        | 50  | 22 | 15 | 5 | 2  | 35 | 14 | +21  |
| 4    | Shabab Al-Ordon Club    | 33  | 22 | 10 | 3 | 9  | 32 | 29 | +3   |
| 5    | Shabab Al-Aqaba         | 31  | 22 | 8  | 7 | 7  | 19 | 24 | -5   |
| 6    | Al Ramtha Sports Club T | 26  | 22 | 7  | 5 | 10 | 27 | 25 | +2   |
| 7    | FC Ma'an                | 25  | 22 | 7  | 4 | 11 | 24 | 42 | -18  |
| 8    | Al-Salt                 | 24  | 22 | 6  | 6 | 10 | 22 | 32 | -10  |
| 9    | Sahab                   | 24  | 22 | 5  | 9 | 8  | 18 | 23 | -5   |
| 10   | Mgaear Al-Sarhan P      | 19  | 22 | 4  | 7 | 11 | 18 | 30 | -12  |
| 11   | Al-Sareeh P             | 17  | 22 | 5  | 2 | 15 | 20 | 34 | -14  |
| 12   | Al-Jazira Amman         | 14  | 22 | 3  | 5 | 14 | 18 | 38 | -20  |

|  | Qualification pour la Ligue des champions de l'AFC 2023-2024                             |
|  | Qualification pour la Coupe de l'AFC 2023-2024                                           |
|  | Relégation directe en deuxième division                                                  |
|  | T : Tenant du titre C : Vainqueur de la Coupe de Jordanie P : Promu de deuxième division |

- Le vice-champion Al-Weehdat Club est qualifié pour le tour préliminaire de la Ligue des champions de l'AFC 2023-2024, s'il ne parvient pas à se qualifier pour la phase de poule, il est reversé en Coupe de l'AFC. Dans le cas contraire, le troisième prend sa place en Coupe de l'AFC.

## Bilan de la saison
| Championnat de Jordanie de football 2022 |                                   |
| Champion                                 | Al-Faisaly Club (35e titre)       |
| Coupes et trophées                       |                                   |
| Vainqueur de la Coupe de Jordanie 2022   | Al-Weehdat Club                   |
| Qualifications continentales             |                                   |
| Ligue des champions de l'AFC 2023-2024   | Al-Faisaly Club                   |
| Ligue des champions de l'AFC 2023-2024   | Al-Weehdat Club                   |
| Coupe de l'AFC 2023-2024                 | Al Hussein Irbid (Sous condition) |
| Promotions et relégations                |                                   |
| Promus en Jordan League                  |                                   |
| Relégués en First Division               | Al-Sareeh                         |
| Relégués en First Division               | Al-Jazira Amman                   |